# Nicolas de Yougoslavie
Nicolas de Yougoslavie, prince de Yougoslavie, est né le 29 juin 1928 à Londres, au Royaume-Uni, et décédé le 12 avril 1954 à Datchet, dans ce même pays. Fils du régent Paul de Yougoslavie, c'est un membre de la maison Karageorgévitch.

## Famille
Le prince Nicolas est le deuxième fils du prince Paul de Yougoslavie (1893-1976), régent de Yougoslavie, et de son épouse la princesse Olga de Grèce et de Danemark (1903-1997). Par son père, il est le petit-fils du prince Arsène de Yougoslavie (1859-1938) et de la princesse Aurore Demidoff (1873-1904) tandis que, par sa mère, il a pour grands-parents le prince Nicolas de Grèce (1872-1938) et la grande-duchesse Hélène Vladimirovna de Russie (1882-1957).
Mort sans alliance, Nicolas a deux frères et sœurs : le prince Alexandre de Yougoslavie (1924-2016) et la princesse  Élisabeth de Yougoslavie (1936).

## Biographie
Deuxième fils du prince Paul de Yougoslavie et de la princesse Olga de Grèce, le prince Nicolas voit le jour à Londres le 29 juin 1928. Baptisé Nicolas en l'honneur de son grand-père maternel, le prince effectue l'essentiel de sa scolarité en internat au Royaume-Uni, pays que ses parents affectionnent tout particulièrement. L'éclatement de la Seconde Guerre mondiale oblige cependant l'adolescent et son frère aîné à rentrer en Yougoslavie pendant l'été 1940.
Face  à la montée en puissance du Troisième Reich en Europe et dans les Balkans, le prince Paul choisit de se rapprocher des puissances de l'Axe et signe le pacte tripartite le 25 mars 1941. Désapprouvant cette décision, l’armée yougoslave se révolte deux jours plus tard et proclame la majorité du jeune Pierre II. Le régent, son épouse et leurs trois enfants sont alors arrêtés et déportés en Grèce puis en Égypte. Parallèlement, le retournement de la Yougoslavie conduit Hitler à bombarder Belgrade et à envahir le pays en avril 1941.

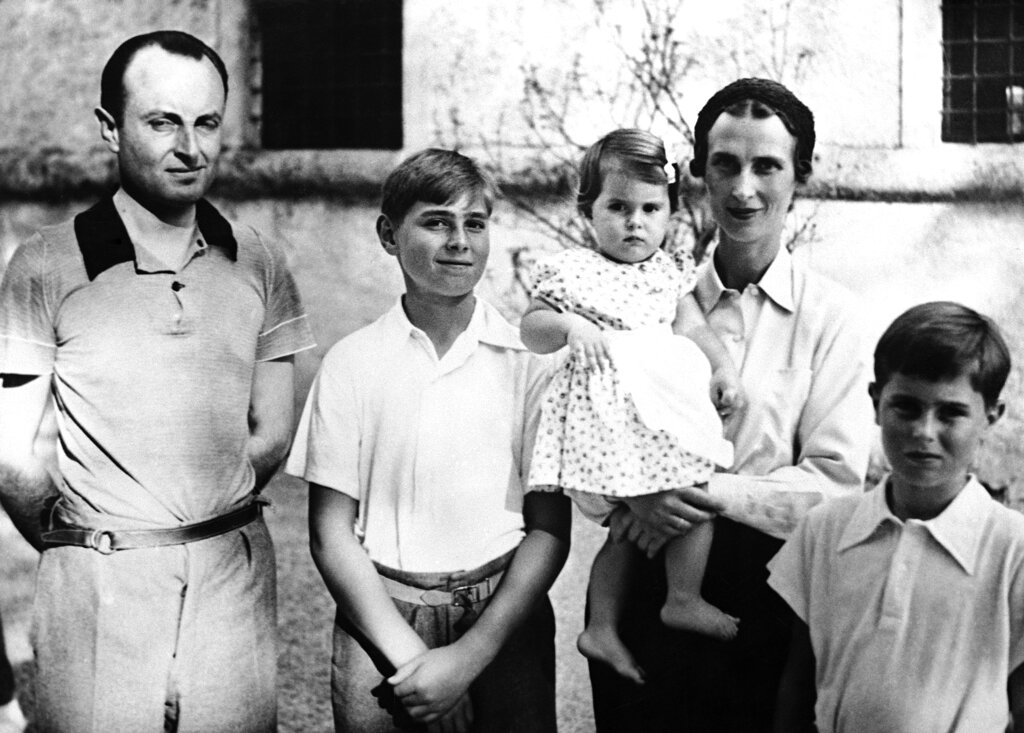
Le prince Nicolas (à droite) avec sa famille à Brdo (1937).

Confinés durant quelque temps au Caire, les princes yougoslaves sont ensuite envoyés au Kenya, où ils arrivent après trois jours de voyage, le 28 avril 1941. Installés loin de Nairobi, à Osserian, dans la région du lac Naivasha, ils sont placés en résidence surveillée dans la maison de campagne de lord Erroll, ancien gouverneur de la colonie. Condamné à l'inactivité et éloigné de tout adolescent de son âge, le prince Nicolas 
traverse une période difficile. Faute d'école à proximité, son éducation est largement négligée et se résume à des cours de français donnés par sa mère.
En juin 1943, le gouvernement britannique finit par autoriser Nicolas et sa famille à s'installer en Afrique du Sud. Ils cessent alors d'être traités en prisonniers, même s'ils ne retrouvent officiellement leur liberté que le 1er juin 1946. Dans ces conditions, Nicolas peut reprendre une scolarité normale, qui le conduit à entreprendre des études d'économie au Cap. Une fois diplômé en janvier 1949, Nicolas peut enfin retourner au Royaume-Uni, où il intègre l'université d'Oxford. Homme cultivé, le prince partage avec son père un goût certain pour l'art. Il fréquente assidûment la bonne société britannique et la presse le présente un moment comme le petit-ami de la princesse Margaret du Royaume-Uni.
Dans la soirée du 12 avril 1954, le prince trouve la mort dans un accident de voiture à Datchet, dans le Berkshire. C'est une perte énorme pour sa famille, dont il était à la fois le fils et le frère préféré. La dépouille du prince est ensuite enterrée au cimetière du Bois-de-Vaux, à Lausanne, en Suisse, où elle reste jusqu'au 28 septembre 2012. À cette date, les cendres du jeune homme et de ses parents sont exhumées pour être transférées à la nécropole des Karageorgévic, à Topola, en Serbie,.